# اون چادویک
اون چادویک تاریخ‌نگار مسیحیت و استاد دانشگاه‌های انگلستان است.